# 반당집단
반당집단(러시아어: Антипартийная группа, 反黨集團)은 1957년 6월 니키타 흐루시초프의 자유화 정책 및 스탈린 격하 운동에 반발하여 흐루시초프를 중앙위 제1서기직에서 끌어내리려고 시도했다가 실패한 일단의 당내 세력이다. 흐루시초프는 이들을 "반당집단"이라고 이름붙이고 역공을 가해 모두 실각시켰다.
"반당집단"으로서 이름이 언급된 인물은 게오르기 말렌코프, 뱌체슬라프 몰로토프, 라자리 카가노비치, 드미트리 셰필로프가 있다. 몰로토프는 몽골 대사로 쫓겨났고, 말렌코프는 카자흐스탄의 수력발전소 소장으로 좌천되었다. 카가노비치는 우랄 산맥의 칼륨 공장장으로 좌천되었고 셰필로프는 키르기스스탄의 지역 과학학회 경제연구소 소장으로 물러났다.
이후 흐루시초프는 반당집단에 협조한 바 있는 게오르기 주코프를 보나파르티슴의 혐의를 내세워 실각시키고, 1958년에는 니콜라이 불가닌도 은퇴를 강요받아 은퇴했다.